# Oscar/Beste Nebendarstellerin
Mit dem Oscar für die beste Nebendarstellerin werden die Leistungen von Schauspielerinnen in Nebenrollen gewürdigt. Die Auszeichnung wird seit der neunten Ausgabe der Oscars vergeben. Damit kam es insgesamt zu 79 Auszeichnungen in dieser Kategorie, die 77 Schauspielerinnen erhielten, da Shelley Winters und Dianne Wiest jeweils zwei Auszeichnungen in dieser Kategorie gewinnen konnten.
| Statistik                  | Statistik |
| -------------------------- | --- |
| Zweifache Preisträgerinnen | Shelley Winters (3), Dianne Wiest (3) |
| Preisträgerinnen           | Ethel Barrymore (4), Lee Grant (4), Maggie Smith (4), Maureen Stapleton (4), Meryl Streep (4), Cate Blanchett (3), Judi Dench (3), Celeste Holm (3), Anne Revere (3), Octavia Spencer (3), Marisa Tomei (3), Claire Trevor (3), Fay Bainter (2), Alice Brady (2), Penélope Cruz (2), Laura Dern (2), Viola Davis (2), Ruth Gordon (2), Gloria Grahame (2), Eileen Heckart (2), Wendy Hiller (2), Anjelica Huston (2), Marcia Gay Harden (2), Mercedes McCambridge (2), Estelle Parsons (2), Vanessa Redgrave (2), Teresa Wright (2), Rachel Weisz (2), Patricia Arquette, Peggy Ashcroft, Mary Astor, Kim Basinger, Anne Baxter, Ingrid Bergman, Juliette Binoche, Jennifer Connelly, Jamie Lee Curtis, Jane Darwell, Geena Davis, Ariana DeBose, Sandy Dennis, Olympia Dukakis, Patty Duke, Jo Van Fleet, Brenda Fricker, Whoopi Goldberg, Anne Hathaway, Goldie Hawn, Helen Hayes, Jennifer Hudson, Josephine Hull, Linda Hunt, Kim Hunter, Allison Janney, Angelina Jolie, Shirley Jones, Lila Kedrova, Regina King, Jessica Lange, Cloris Leachman, Melissa Leo, Dorothy Malone, Hattie McDaniel, Rita Moreno, Mo’Nique, Lupita Nyong’o, Tatum O’Neal, Anna Paquin, Katina Paxinou, Da’Vine Joy Randolph, Donna Reed, Mercedes Ruehl, Margaret Rutherford, Eva Marie Saint, Zoë Saldaña, Gale Sondergaard, Mira Sorvino, Mary Steenburgen, Beatrice Straight, Tilda Swinton, Miyoshi Umeki, Alicia Vikander, Yoon Yeo-jeong, Renée Zellweger, Catherine Zeta-Jones |
| Sechsmalige Nominierung    | Thelma Ritter |
| Fünfmalige Nominierung     | Amy Adams |
| Viermalige Nominierung     | Glenn Close, Agnes Moorehead, Geraldine Page, Meryl Streep |
| Dreimalige Nominierung     | Kathy Bates, Gladys Cooper, Diane Ladd, Angela Lansbury, Frances McDormand |

## Bemerkenswertes
Beatrice Straight gewann den Oscar für die beste Nebendarstellerin für ihre Rolle in Network, bei der sie fünf Minuten und zwei Sekunden auf der Leinwand zu sehen ist. Damit hat sie mit dem kürzesten Auftritt einen Oscar gewonnen. Den zweiten Platz in dieser Hinsicht belegt Judi Dench, die für ihre Darstellung der Königin Elisabeth der Ersten von England im Film Shakespeare in Love rund acht Minuten auf der Leinwand zu sehen war.
Insgesamt wurden 302 Schauspielerinnen für diesen Oscar nominiert. Davon sind 133 nach dem Ende des Zweiten Weltkriegs geboren. Sie leben alle noch. Von den übrigen 169 sind bereits 124 verstorben. Die nominierten Schauspielerinnen Olivia de Havilland, († 2020 im Alter von 106) Glynis Johns († 2024 im Alter von 100) und Gloria Stuart († 2010 im Alter von 100) erreichten das 100. Lebensjahr. Stuart ist darüber hinaus mit zum Zeitpunkt der Nominierung 87 Jahren die älteste Schauspielerin, die jemals nominiert wurde. Am frühsten ist Susan Peters in einem Alter von 31 Jahren gestorben. Seit dem 25. Februar 2007 ist die jüngste Nominierte, damals im Alter von 11 Jahren, die inzwischen 29-jährige Abigail Breslin.

## Auszeichnungen und Nominierungen
In folgenden Tabellen sind die Preisträger und Nominierten mit den entsprechenden Filmen nach dem Jahr der Verleihung gelistet.

### 1937–1940
| Jahr | Preisträger      | für den Film                | Nominierungen |
| ---- | ---------------- | --------------------------- | --- |
| 1937 | Gale Sondergaard | Ein rastloses Leben         | Beulah Bondi für The Gorgeous Hussy Alice Brady für Mein Mann Godfrey Bonita Granville für Infame Lügen Maria Ouspenskaya für Zeit der Liebe, Zeit des Abschieds |
| 1938 | Alice Brady      | Chicago                     | Andrea Leeds für Bühneneingang Anne Shirley für Stella Dallas Claire Trevor für Sackgasse Dame May Whitty für Night Must Fall                                    |
| 1939 | Fay Bainter      | Jezebel – Die boshafte Lady | Beulah Bondi für Of Human Hearts Billie Burke für Wie leben wir doch glücklich! Spring Byington für Lebenskünstler Miliza Korjus für Der große Walzer            |
| 1940 | Hattie McDaniel  | Vom Winde verweht           | Geraldine Fitzgerald für Sturmhöhe Edna May Oliver für Trommeln am Mohawk Maria Ouspenskaya für Ruhelose Liebe Olivia de Havilland für Vom Winde verweht         |

### 1941–1950
| Jahr | Preisträger          | für den Film                   | Nominierungen |
| ---- | -------------------- | ------------------------------ | --- |
| 1941 | Jane Darwell         | Früchte des Zorns              | Judith Anderson für Rebecca Ruth Hussey für Die Nacht vor der Hochzeit Barbara O’Neil für Hölle, wo ist dein Sieg? Marjorie Rambeau für Primrose Path              |
| 1942 | Mary Astor           | Vertauschtes Glück             | Sara Allgood für Schlagende Wetter Patricia Collinge für Die kleinen Füchse Teresa Wright für Die kleinen Füchse Margaret Wycherly für Sergeant York               |
| 1943 | Teresa Wright        | Mrs. Miniver                   | Gladys Cooper für Reise aus der Vergangenheit Agnes Moorehead für Der Glanz des Hauses Amberson Susan Peters für Gefundene Jahre Dame May Whitty für Mrs. Miniver  |
| 1944 | Katina Paxinou       | Wem die Stunde schlägt         | Gladys Cooper für Das Lied von Bernadette Paulette Goddard für Mutige Frauen Anne Revere für Das Lied von Bernadette Lucile Watson für Watch on the Rhine          |
| 1945 | Ethel Barrymore      | None But the Lonely Heart      | Jennifer Jones für Als du Abschied nahmst Angela Lansbury für Das Haus der Lady Alquist Aline MacMahon für Drachensaat Agnes Moorehead für Tagebuch einer Frau     |
| 1946 | Anne Revere          | Kleines Mädchen, großes Herz   | Eve Arden für Solange ein Herz schlägt Ann Blyth für Solange ein Herz schlägt Angela Lansbury für Das Bildnis des Dorian Gray Joan Lorring für Das grüne Korn      |
| 1947 | Anne Baxter          | Auf Messers Schneide           | Ethel Barrymore für Die Wendeltreppe Lillian Gish für Duell in der Sonne Flora Robson für Spiel mit dem Schicksal Gale Sondergaard für Anna und der König von Siam |
| 1948 | Celeste Holm         | Tabu der Gerechten             | Ethel Barrymore für Der Fall Paradin Gloria Grahame für Im Kreuzfeuer Marjorie Main für Das Ei und ich Anne Revere für Tabu der Gerechten                          |
| 1949 | Claire Trevor        | Gangster in Key Largo          | Barbara Bel Geddes für Geheimnis der Mutter Ellen Corby für Geheimnis der Mutter Agnes Moorehead für Schweigende Lippen Jean Simmons für Hamlet                    |
| 1950 | Mercedes McCambridge | Der Mann, der herrschen wollte | Ethel Barrymore für Pinky Celeste Holm für …und der Himmel lacht dazu Elsa Lanchester für …und der Himmel lacht dazu Ethel Waters für Pinky                        |

### 1951–1960
| Jahr | Preisträger                       | für den Film                | Nominierungen |
| ---- | --------------------------------- | --------------------------- | --- |
| 1951 | Josephine Hull                    | Mein Freund Harvey          | Hope Emerson für Frauengefängnis Celeste Holm für Alles über Eva Nancy Olson für Boulevard der Dämmerung Thelma Ritter für Alles über Eva                                |
| 1952 | Kim Hunter                        | Endstation Sehnsucht        | Joan Blondell für Das Herz einer Mutter Mildred Dunnock für Der Tod eines Handlungsreisenden Lee Grant für Polizeirevier 21 Thelma Ritter für SOS – Zwei Schwiegermütter |
| 1953 | Gloria Grahame                    | Stadt der Illusionen        | Jean Hagen für Du sollst mein Glücksstern sein Colette Marchand für Moulin Rouge Terry Moore für Kehr zurück, kleine Sheba Thelma Ritter für Mit einem Lied im Herzen    |
| 1954 | Donna Reed                        | Verdammt in alle Ewigkeit   | Grace Kelly für Mogambo Geraldine Page für Man nennt mich Hondo Marjorie Rambeau für Herzen im Fieber Thelma Ritter für Polizei greift ein                               |
| 1955 | Eva Marie Saint                   | Die Faust im Nacken         | Nina Foch für Die Intriganten Katy Jurado für Die gebrochene Lanze Jan Sterling für Es wird immer wieder Tag Claire Trevor für Es wird immer wieder Tag                  |
| 1956 | Jo Van Fleet                      | Jenseits von Eden           | Betsy Blair für Marty Peggy Lee für Es geschah in einer Nacht Marisa Pavan für Die tätowierte Rose Natalie Wood für … denn sie wissen nicht, was sie tun                 |
| 1957 | Dorothy Malone                    | In den Wind geschrieben     | Mildred Dunnock für Baby Doll – Begehre nicht des anderen Weib Eileen Heckart für Böse Saat Mercedes McCambridge für Giganten Patty McCormack für Böse Saat              |
| 1958 | Miyoshi Umeki                     | Sayonara                    | Carolyn Jones für Die Junggesellenparty Elsa Lanchester für Zeugin der Anklage Hope Lange für Glut unter der Asche Diane Varsi für Glut unter der Asche                  |
| 1959 | Wendy Hiller                      | Getrennt von Tisch und Bett | Peggy Cass für Die tolle Tante Martha Hyer für Verdammt sind sie alle Maureen Stapleton für Das Leben ist Lüge Cara Williams für Flucht in Ketten                        |
| 1960 | Shelley Winters (1. Auszeichnung) | Das Tagebuch der Anne Frank | Hermione Baddeley für Der Weg nach oben Susan Kohner für Solange es Menschen gibt Juanita Moore für Solange es Menschen gibt Thelma Ritter für Bettgeflüster             |

### 1961–1970
| Jahr | Preisträger                       | für den Film                      | Nominierungen |
| ---- | --------------------------------- | --------------------------------- | --- |
| 1961 | Shirley Jones                     | Elmer Gantry                      | Glynis Johns für Der endlose Horizont Shirley Knight für Das Dunkel am Ende der Treppe Janet Leigh für Psycho Mary Ure für Söhne und Liebhaber                                                         |
| 1962 | Rita Moreno                       | West Side Story                   | Fay Bainter für Infam Judy Garland für Urteil von Nürnberg Lotte Lenya für Der römische Frühling der Mrs. Stone Una Merkel für Sommer und Rauch                                                        |
| 1963 | Patty Duke                        | Licht im Dunkel                   | Mary Badham für Wer die Nachtigall stört Shirley Knight für Süßer Vogel Jugend Angela Lansbury für Botschafter der Angst Thelma Ritter für Der Gefangene von Alcatraz                                  |
| 1964 | Margaret Rutherford               | Hotel International               | Diane Cilento für Tom Jones – Zwischen Bett und Galgen Edith Evans für Tom Jones – Zwischen Bett und Galgen Joyce Redman für Tom Jones – Zwischen Bett und Galgen Lilia Skala für Lilien auf dem Felde |
| 1965 | Lila Kedrova                      | Alexis Sorbas                     | Gladys Cooper für My Fair Lady Edith Evans für Das Haus im Kreidegarten Grayson Hall für Die Nacht des Leguan Agnes Moorehead für Wiegenlied für eine Leiche                                           |
| 1966 | Shelley Winters (2. Auszeichnung) | Träumende Lippen                  | Ruth Gordon für Verdammte, süße Welt Joyce Redman für Othello Maggie Smith für Othello Peggy Wood für Meine Lieder – meine Träume                                                                      |
| 1967 | Sandy Dennis                      | Wer hat Angst vor Virginia Woolf? | Wendy Hiller für Ein Mann zu jeder Jahreszeit Jocelyne LaGarde für Hawaii Vivien Merchant für Der Verführer läßt schön grüßen Geraldine Page für Big Boy, jetzt wirst Du ein Mann!                     |
| 1968 | Estelle Parsons                   | Bonnie und Clyde                  | Carol Channing für Modern Millie – Reicher Mann gesucht Mildred Natwick für Barfuß im Park Beah Richards für Rat mal, wer zum Essen kommt Katharine Ross für Die Reifeprüfung                          |
| 1969 | Ruth Gordon                       | Rosemaries Baby                   | Lynn Carlin für Gesichter Sondra Locke für Das Herz ist ein einsamer Jäger Kay Medford für Funny Girl Estelle Parsons für Die Liebe eines Sommers                                                      |
| 1970 | Goldie Hawn                       | Die Kaktusblüte                   | Catherine Burns für Petting Dyan Cannon für Bob & Carol & Ted & Alice Sylvia Miles für Asphalt-Cowboy Susannah York für Nur Pferden gibt man den Gnadenschuß                                           |

### 1971–1980
| Jahr | Preisträger       | für den Film                   | Nominierungen |
| ---- | ----------------- | ------------------------------ | --- |
| 1971 | Helen Hayes       | Airport                        | Karen Black für Five Easy Pieces – Ein Mann sucht sich selbst Lee Grant für Der Hausbesitzer Sally Kellerman für MASH Maureen Stapleton für Airport                               |
| 1972 | Cloris Leachman   | Die letzte Vorstellung         | Ann-Margret für Die Kunst zu lieben Ellen Burstyn für Die letzte Vorstellung Barbara Harris für Wer ist Harry Kellerman? Margaret Leighton für Der Mittler                        |
| 1973 | Eileen Heckart    | Schmetterlinge sind frei       | Jeannie Berlin für Pferdewechsel in der Hochzeitsnacht Geraldine Page für Peter und Tillie Susan Tyrrell für Fat City Shelley Winters für Die Höllenfahrt der Poseidon            |
| 1974 | Tatum O’Neal      | Paper Moon                     | Linda Blair für Der Exorzist Candy Clark für American Graffiti Madeline Kahn für Paper Moon Sylvia Sidney für Sommerwünsche – Winterträume                                        |
| 1975 | Ingrid Bergman    | Mord im Orient-Expreß          | Valentina Cortese für Die amerikanische Nacht Madeline Kahn für Der wilde wilde Westen Diane Ladd für Alice lebt hier nicht mehr Talia Shire für Der Pate – Teil II               |
| 1976 | Lee Grant         | Shampoo                        | Ronee Blakley für Nashville Sylvia Miles für Fahr zur Hölle, Liebling Lily Tomlin für Nashville Brenda Vaccaro für Einmal ist nicht genug                                         |
| 1977 | Beatrice Straight | Network                        | Jane Alexander für Die Unbestechlichen Jodie Foster für Taxi Driver Lee Grant für Reise der Verdammten Piper Laurie für Carrie – Des Satans jüngste Tochter                       |
| 1978 | Vanessa Redgrave  | Julia                          | Leslie Browne für Am Wendepunkt Quinn Cummings für Der Untermieter Melinda Dillon für Unheimliche Begegnung der dritten Art Tuesday Weld für Auf der Suche nach Mr. Goodbar       |
| 1979 | Maggie Smith      | Das verrückte California-Hotel | Dyan Cannon für Der Himmel soll warten Penelope Milford für Coming Home – Sie kehren heim Maureen Stapleton für Innenleben Meryl Streep für Die durch die Hölle gehen             |
| 1980 | Meryl Streep      | Kramer gegen Kramer            | Jane Alexander für Kramer gegen Kramer Barbara Barrie für Vier irre Typen – Wir schaffen alle, uns schafft keiner Candice Bergen für Auf ein Neues Mariel Hemingway für Manhattan |

### 1981–1990
| Jahr | Preisträger                    | für den Film               | Nominierungen |
| ---- | ------------------------------ | -------------------------- | --- |
| 1981 | Mary Steenburgen               | Melvin und Howard          | Eileen Brennan für Schütze Benjamin Eva Le Gallienne für Der starke Wille Cathy Moriarty für Wie ein wilder Stier Diana Scarwid für Max’s Bar                                                     |
| 1982 | Maureen Stapleton              | Reds                       | Melinda Dillon für Die Sensationsreporterin Jane Fonda für Am goldenen See Joan Hackett für Mrs. Hines und Tochter Elizabeth McGovern für Ragtime                                                 |
| 1983 | Jessica Lange                  | Tootsie                    | Glenn Close für Garp und wie er die Welt sah Teri Garr für Tootsie Kim Stanley für Frances Lesley Ann Warren für Victor/Victoria                                                                  |
| 1984 | Linda Hunt                     | Ein Jahr in der Hölle      | Cher für Silkwood Glenn Close für Der große Frust Amy Irving für Yentl Alfre Woodard für Cross Creek                                                                                              |
| 1985 | Peggy Ashcroft                 | Reise nach Indien          | Glenn Close für Der Unbeugsame Lindsay Crouse für Ein Platz im Herzen Christine Lahti für Swing Shift – Liebe auf Zeit Geraldine Page für Der Pate von Greenwich Village                          |
| 1986 | Anjelica Huston                | Die Ehre der Prizzis       | Margaret Avery für Die Farbe Lila Amy Madigan für Zweimal im Leben Meg Tilly für Agnes – Engel im Feuer Oprah Winfrey für Die Farbe Lila                                                          |
| 1987 | Dianne Wiest (1. Auszeichnung) | Hannah und ihre Schwestern | Tess Harper für Verbrecherische Herzen Piper Laurie für Gottes vergessene Kinder Mary Elizabeth Mastrantonio für Die Farbe des Geldes Maggie Smith für Zimmer mit Aussicht                        |
| 1988 | Olympia Dukakis                | Mondsüchtig                | Norma Aleandro für Gaby – Eine wahre Geschichte Anne Archer für Eine verhängnisvolle Affäre Anne Ramsey für Schmeiß’ die Mama aus dem Zug! Ann Sothern für Wale im August                         |
| 1989 | Geena Davis                    | Die Reisen des Mr. Leary   | Joan Cusack für Die Waffen der Frauen Frances McDormand für Mississippi Burning – Die Wurzel des Hasses Michelle Pfeiffer für Gefährliche Liebschaften Sigourney Weaver für Die Waffen der Frauen |
| 1990 | Brenda Fricker                 | Mein linker Fuß            | Anjelica Huston für Feinde – Die Geschichte einer Liebe Lena Olin für Feinde – Die Geschichte einer Liebe Julia Roberts für Magnolien aus Stahl Dianne Wiest für Eine Wahnsinnsfamilie            |

### 1991–2000
| Jahr | Preisträger                    | für den Film              | Nominierungen |
| ---- | ------------------------------ | ------------------------- | --- |
| 1991 | Whoopi Goldberg                | Ghost – Nachricht von Sam | Annette Bening für Grifters Lorraine Bracco für GoodFellas – Drei Jahrzehnte in der Mafia Diane Ladd für Wild at Heart – Die Geschichte von Sailor und Lula Mary McDonnell für Der mit dem Wolf tanzt |
| 1992 | Mercedes Ruehl                 | König der Fischer         | Diane Ladd für Die Lust der schönen Rose Juliette Lewis für Kap der Angst Kate Nelligan für Herr der Gezeiten Jessica Tandy für Grüne Tomaten                                                         |
| 1993 | Marisa Tomei                   | Mein Vetter Winnie        | Judy Davis für Ehemänner und Ehefrauen Joan Plowright für Verzauberter April Vanessa Redgrave für Wiedersehen in Howards End Miranda Richardson für Verhängnis                                        |
| 1994 | Anna Paquin                    | Das Piano                 | Holly Hunter für Die Firma Rosie Perez für Fearless – Jenseits der Angst Winona Ryder für Zeit der Unschuld Emma Thompson für Im Namen des Vaters                                                     |
| 1995 | Dianne Wiest (2. Auszeichnung) | Bullets Over Broadway     | Rosemary Harris für Tom & Viv Helen Mirren für King George – Ein Königreich für mehr Verstand Uma Thurman für Pulp Fiction Jennifer Tilly für Bullets Over Broadway                                   |
| 1996 | Mira Sorvino                   | Geliebte Aphrodite        | Joan Allen für Nixon Kathleen Quinlan für Apollo 13 Mare Winningham für Georgia Kate Winslet für Sinn und Sinnlichkeit                                                                                |
| 1997 | Juliette Binoche               | Der englische Patient     | Joan Allen für Hexenjagd Lauren Bacall für Liebe hat zwei Gesichter Barbara Hershey für Portrait of a Lady Marianne Jean-Baptiste für Lügen und Geheimnisse                                           |
| 1998 | Kim Basinger                   | L.A. Confidential         | Joan Cusack für In & Out Minnie Driver für Good Will Hunting Julianne Moore für Boogie Nights Gloria Stuart für Titanic                                                                               |
| 1999 | Judi Dench                     | Shakespeare in Love       | Kathy Bates für Mit aller Macht Brenda Blethyn für Little Voice Rachel Griffiths für Hilary & Jackie Lynn Redgrave für Gods and Monsters                                                              |
| 2000 | Angelina Jolie                 | Durchgeknallt             | Toni Collette für The Sixth Sense – Der Sechste Sinn Catherine Keener für Being John Malkovich Samantha Morton für Sweet and Lowdown Chloë Sevigny für Boys Don’t Cry                                 |

### 2001–2010
| Jahr | Preisträger          | für den Film                          | Nominierungen |
| ---- | -------------------- | ------------------------------------- | --- |
| 2001 | Marcia Gay Harden    | Pollock                               | Judi Dench für Chocolat – Ein kleiner Biss genügt Kate Hudson für Almost Famous – Fast berühmt Frances McDormand für Almost Famous – Fast berühmt Julie Walters für Billy Elliot – I Will Dance |
| 2002 | Jennifer Connelly    | A Beautiful Mind – Genie und Wahnsinn | Helen Mirren für Gosford Park Maggie Smith für Gosford Park Marisa Tomei für In the Bedroom Kate Winslet für Iris                                                                               |
| 2003 | Catherine Zeta-Jones | Chicago                               | Kathy Bates für About Schmidt Queen Latifah für Chicago Julianne Moore für The Hours – Von Ewigkeit zu Ewigkeit Meryl Streep für Adaption – Der Orchideen-Dieb                                  |
| 2004 | Renée Zellweger      | Unterwegs nach Cold Mountain          | Shohreh Aghdashloo für Haus aus Sand und Nebel Patricia Clarkson für Pieces of April – Ein Tag mit April Burns Marcia Gay Harden für Mystic River Holly Hunter für Dreizehn                     |
| 2005 | Cate Blanchett       | Aviator                               | Laura Linney für Kinsey – Die Wahrheit über Sex Virginia Madsen für Sideways Sophie Okonedo für Hotel Ruanda Natalie Portman für Hautnah                                                        |
| 2006 | Rachel Weisz         | Der ewige Gärtner                     | Amy Adams für Junikäfer Catherine Keener für Capote Frances McDormand für Kaltes Land Michelle Williams für Brokeback Mountain                                                                  |
| 2007 | Jennifer Hudson      | Dreamgirls                            | Adriana Barraza für Babel Cate Blanchett für Tagebuch eines Skandals Abigail Breslin für Little Miss Sunshine Rinko Kikuchi für Babel                                                           |
| 2008 | Tilda Swinton        | Michael Clayton                       | Cate Blanchett für I’m Not There Ruby Dee für American Gangster Saoirse Ronan für Abbitte Amy Ryan für Gone Baby Gone – Kein Kinderspiel                                                        |
| 2009 | Penélope Cruz        | Vicky Cristina Barcelona              | Amy Adams für Glaubensfrage Viola Davis für Glaubensfrage Taraji P. Henson für Der seltsame Fall des Benjamin Button Marisa Tomei für The Wrestler                                              |
| 2010 | Mo’Nique             | Precious – Das Leben ist kostbar      | Penélope Cruz für Nine Vera Farmiga für Up in the Air Maggie Gyllenhaal für Crazy Heart Anna Kendrick für Up in the Air                                                                         |

### 2011–2020
| Jahr | Preisträger       | für den Film               | Nominierungen |
| ---- | ----------------- | -------------------------- | --- |
| 2011 | Melissa Leo       | The Fighter                | Amy Adams für The Fighter Helena Bonham Carter für The King’s Speech Hailee Steinfeld für True Grit Jacki Weaver für Königreich des Verbrechens                                                                  |
| 2012 | Octavia Spencer   | The Help                   | Bérénice Bejo für The Artist Jessica Chastain für The Help Melissa McCarthy für Brautalarm Janet McTeer für Albert Nobbs                                                                                         |
| 2013 | Anne Hathaway     | Les Misérables             | Amy Adams für The Master Sally Field für Lincoln Jacki Weaver für Silver Linings Helen Hunt für The Sessions – Wenn Worte berühren                                                                               |
| 2014 | Lupita Nyong’o    | 12 Years a Slave           | Sally Hawkins für Blue Jasmine Jennifer Lawrence für American Hustle Julia Roberts für Im August in Osage County June Squibb für Nebraska                                                                        |
| 2015 | Patricia Arquette | Boyhood                    | Laura Dern für Der große Trip – Wild Keira Knightley für The Imitation Game – Ein streng geheimes Leben Emma Stone für Birdman oder (Die unverhoffte Macht der Ahnungslosigkeit) Meryl Streep für Into the Woods |
| 2016 | Alicia Vikander   | The Danish Girl            | Kate Winslet für Steve Jobs Rooney Mara für Carol Jennifer Jason Leigh für The Hateful Eight Rachel McAdams für Spotlight                                                                                        |
| 2017 | Viola Davis       | Fences                     | Naomie Harris für Moonlight Nicole Kidman für Lion – Der lange Weg nach Hause Octavia Spencer für Hidden Figures – Unerkannte Heldinnen Michelle Williams für Manchester by the Sea                              |
| 2018 | Allison Janney    | I, Tonya                   | Mary J. Blige für Mudbound Lesley Manville für Der seidene Faden Laurie Metcalf für Lady Bird Octavia Spencer für Shape of Water – Das Flüstern des Wassers                                                      |
| 2019 | Regina King       | If Beale Street Could Talk | Amy Adams für Vice – Der zweite Mann Marina de Tavira für Roma Emma Stone für The Favourite – Intrigen und Irrsinn Rachel Weisz für The Favourite – Intrigen und Irrsinn                                         |
| 2020 | Laura Dern        | Marriage Story             | Kathy Bates für Der Fall Richard Jewell (Richard Jewell) Scarlett Johansson für Jojo Rabbit Florence Pugh für Little Women Margot Robbie für Bombshell – Das Ende des Schweigens                                 |

### 2021–2030
| Jahr | Preisträger          | für den Film                      | Nominierungen |
| ---- | -------------------- | --------------------------------- | --- |
| 2021 | Yoon Yeo-jeong       | Minari – Wo wir Wurzeln schlagen  | Marija Bakalowa für Borat Anschluss Moviefilm Glenn Close für Hillbilly-Elegie Olivia Colman für The Father Amanda Seyfried für Mank                                     |
| 2022 | Ariana DeBose        | West Side Story                   | Jessie Buckley für Frau im Dunkeln Judi Dench für Belfast Kirsten Dunst für The Power of the Dog Aunjanue Ellis für King Richard                                         |
| 2023 | Jamie Lee Curtis     | Everything Everywhere All at Once | Angela Bassett für Black Panther: Wakanda Forever Hong Chau für The Whale Kerry Condon für The Banshees of Inisherin Stephanie Hsu für Everything Everywhere All at Once |
| 2024 | Da’Vine Joy Randolph | The Holdovers                     | Emily Blunt für Oppenheimer Danielle Brooks für Die Farbe Lila America Ferrera für Barbie Jodie Foster für Nyad                                                          |
| 2025 | Zoë Saldaña          | Emilia Pérez                      | Monica Barbaro für Like A Complete Unknown Ariana Grande für Wicked Felicity Jones für Der Brutalist Isabella Rossellini für Konklave                                    |